# Титулы го (Япония)
Титулы го в Японии — звания, которые получают наиболее успешные японские игроки в го за определённые игровые достижения. Высшие титулы японского го разыгрываются в периодически проводимых турнирах и матчах. Получение одного из высших титулов является свидетельством высочайшего мастерства игрока.

## Требования к игрокам
Титулы частью являются современными (дзюдан, кисэй, госэй), частью — возрождёнными традиционными титулами. Претендовать на высшие титулы может любой игрок Нихон Киин или Кансай Киин, ранг которого соответствует ограничениям претендентского турнира (для каждого турнира существуют определённый минимальный ранг, который должен иметь участник).

## Формат розыгрыша
Формат розыгрыша титулов различается. Применяются три основные схемы розыгрыша:
Лига
Чтобы бороться за титул, игрок должен сначала войти в лигу — небольшую группу игроков, борющихся за титул. Для этого игрок должен победить в предварительном турнире. В лиге проводится внутренний турнир. Игроки с худшими результатами покидают лигу, их заменяют победители очередных предварительных турниров. Победитель турнира лиги получает право оспаривать титул. Он играет с обладателем титула матч, в случае выигрыша которого титул переходит к претенденту. Лиговый механизм традиционен, но не лишён недостатков; некоторые считают, что он приводит к не слишком напряжённой борьбе, поскольку игрок, уже набравший в лиговом турнире достаточно очков, чтобы остаться в лиге, но не имеющий хороших шансов на победу, теряет стимул к активной игре в оставшихся партиях — они для него ничего не решают.
Турнир за титул
Периодически проводится турнир за обладание титулом. Победитель турнира становится следующим обладателем титула. Предыдущий обладатель титула, если он желает оставить титул за собой, должен принимать участие в очередном турнире на общих основаниях, либо с определённым преимуществом (например, он может не играть первые туры, а входить в турнир на одном из последних этапов).
Турнир претендентов + матч за титул
Периодически проводится турнир претендентов. Победитель турнира становится претендентом на титул. Претендент играет с обладателем матч за обладание титулом.

## Титулы и система рангов
Начиная с 2003 года выигрыш титула или победа в турнире претендентов является основанием для присвоения определённого квалификационного ранга.
- За победу в турнирах за любой из титулов кисэй, мэйдзин, хонъимбо, а также за победу в международном профессиональном турнире игрок получает 9 дан.
- За победу в турнирах за любой из титулов дзюдан, тэнгэн, одза, госэй игрок получает 8 дан, а если ему удаётся удержать взятый титул в следующем розыгрыше, ему присваивается 9 дан.
- За победу в турнире претендентов игроку присваивается 7 дан.

## Списки титулов
Далее следуют списки титулов и призовой фонд соответствующего розыгрыша. Суммы призовых указаны на 2012 год.

### Высшие титулы
- Кисэй — ¥45 000 000
- Мэйдзин — ¥37 000 000
- Хонъимбо — ¥32 000 000
- Дзюдан — ¥14 000 000
- Тэнгэн — ¥14 000 000
- Одза — ¥12 000,000
- Госэй — ¥7 770 000

### Женские высшие титулы
Традиционно в японском го женщины могут без ограничений участвовать в борьбе за все высшие титулы, то есть, как таковых, «мужских» титулов и соревнований не существует. Однако было введено некоторое количество соревнований и титулов исключительно для женщин.
- Женский Хонъимбо[англ.] — ¥5 800 000
- Женский Мэйдзин[англ.] — ¥5 100 000
- Женский Кисэй[англ.] — ¥5 000 000
- Сильнейшая среди женщин[англ.] — ¥4 500 000

## Игроки с наибольшим количеством титулов
| #     | Игрок             | Титулы | Финалист розыгрыша | Международные |
| ----- | ----------------- | ------ | ------------------ | ------------- |
| 1     | Тё Тикун          | 73     | 42                 | 2             |
| 2     | Коити Кобаяси     | 66     | 39                 | 1             |
| 3     | Эйо Саката        | 54     | 23                 | 0             |
| 4     | Масао Като        | 46     | 47                 | 0             |
| 5     | Хидэо Отакэ       | 44     | 32                 | 2             |
| 7-8   | Рин Кайхо         | 36     | 40                 | 1             |
| 7     | Тё У              | 37     | 25                 | 2             |
| 7-8   | Норимото Ёда      | 34     | 23                 | 4             |
| 9     | Масаки Такэмия    | 24     | 21                 | 6             |
| 10    | Ёсио Исида        | 23     | 18                 | 1             |
| 11    | Наоки Ханэ        | 22     | 19                 | 0             |
| 12    | О Риссэй          | 21     | 23                 | 2             |
| 13    | Хидэюки Фудзисава | 20     | 20                 | 0             |
| 14    | Кэйго Ямасита     | 19     | 18                 | 0             |
| 15-16 | Хироси Ямасиро    | 16     | 18                 | 0             |
| 15-16 | Каку Такагава     | 16     | 15                 | 0             |
| 17    | Утаро Хасимото    | 15     | 9                  | 0             |
| 6     | Юта Ияма          | 37     | 11                 | 3             |
| 19-20 | Сатоси Юки        | 13     | 15                 | 0             |
| 19-20 | Синдзи Такао      | 13     | 12                 | 0             |

В 2016 году Юта Ияма стал первым в истории игроком, одновременно удерживающим все семь высших титулов японского го.